# Иоанн II Дука
Иоанн II Дука (греч. Ιωάννης Β΄ Άγγελος Δούκας) — правитель Фессалии в 1303—1318 годах. Севастократор с 1315 года

## Происхождение
Иоанн был сыном правителя Фессалии Константина Дуки и его жены Анны Еуагиониссии. Когда в 1303 году умер отец, Иоанн был ещё ребёнком. Фессалийские архонты выбрали регентом кузена Константина — герцога афинского Ги II де ла Роша.

## Регентство Ги II де ла Рош. Противостояние с Готье V де Бриенном
Приход французского государя оказался весьма своевременным. Правительница Эпирского царства Анна Кантакузина организовала вторжение, которое было отбито усилиями Ги, и ей пришлось выплатить крупную контрибуцию. После этого герцог подступил к Фессалоникам, и вторая супруга Андроника II Ирина Монферратская смогла уговорить его прекратить осаду. Но в 1306 году в земли Фессалии вошли войска Каталонской компании, которые опустошали область 3 года. В 1308 году Ги умер.
Преемник де ла Роша Готье V де Бриенн попытался сохранить афинский протекторат над Фессалией, и нанял каталонское войско. Герцогу удалось захватить множество крепостей, но испанские гарнизоны начали действовать абсолютно самостоятельно. Бриенн отказался заплатить наёмникам, и те в 1310 году выступили против своего нанимателя. В битве у Кефиса франки были разбиты, а Готье — убит.

## Правление
Когда каталонцы оккупировали Аттику, Беотию и берег Коринфского залива, Иоанн II смог укрепить свою власть в Фессалии. Но этому сопротивлялись местные архонты, и правитель начал укреплять отношения с Византийской империей. В 1315 году он женился на незаконнорождённой дочери императора Андроника II Палеолога Ирине, и тогда же получил титул севастократора. Получая ромейскую помощь, Дука начал планировать военные действия против каталонцев, но умер в 1318 году, не оставив наследников.
К моменту гибели Иоанна, большая часть его владений находилась под властью архонта Стефана Гавриилопула, а каталонцы на юго-востоке Фессалии создали собственное Герцогство Неопатрия.